# Džalal-Abad
Džalal-Abad (kyrgyzsky Жалал-Aбат) je správním a ekonomickým centrálním městem v Kyrgyzstánu. Rozloha města je 88 km2 a počet obyvatel byl v roce 2009 97 172. Nachází se na severovýchodním konci Ferganské kotliny podél řeky Kögart, na úpatí pohoří Babas Ata, poblíž hranic s Uzbekistánem.
Džalal-Abad je známý svými minerálními prameny. Lidé věřili, že voda z nedalekých lázní Azreti-Ayup-Paygambar vyléčí malomocné kvůli místní legendě. Balená minerální voda z regionu Džal-Abad se prodává po celém Kyrgyzstánu i v zahraničí.

## Historie
Jedna z hlavních zastávek Hedvábné stezky (či Hedvábné cesty) v Kyrgyzstánu se nachází v regionu Džalal-Abad.
Název města je složen z perské přípony -abad, která se často používá v názvech měst v perských společnostech a odkazuje na osobu, která zde (pravděpodobně) žila.
Začátkem 19. století byla vybudována malá pevnost Kokand, ke které vede stezka. Místní obyvatelé se zabývali zemědělstvím, obchodem a poskytovali služby poutníkům, kteří navštěvovali lázně. V 70. letech 20. století přišli do regionu ruští migranti. Založili posádkové město a vojenskou nemocnici.

## Ekonomika
Vlaková linka vede z Ferghanské kotliny severovýchodně asi 30 km do Kökjanggaku.
Největší společnosti sídlící v Džalal-Abadu: Kyrgyz-Canada JV "Kyrgyz Petroleum Company", АО «Kelechek», АО «Nur». AOZT «KyrgyzChlopok», JV «Ak-Altyn». Sídlí zde společnosti vyrábějící tabákové výrobky «Tura-Ai» Ltd a «Aziz-Tabak» Ltd., které exportují 90% své produkce do 17 zahraničních zemí. Jsou zde také mlýny АО «Azrat Ayib», AOZT PTK «Intershaq», «Mariam & Co» ltd, a výrobce likérů AOZT «Jalalabat Arak Zavodu».

## Podnebí

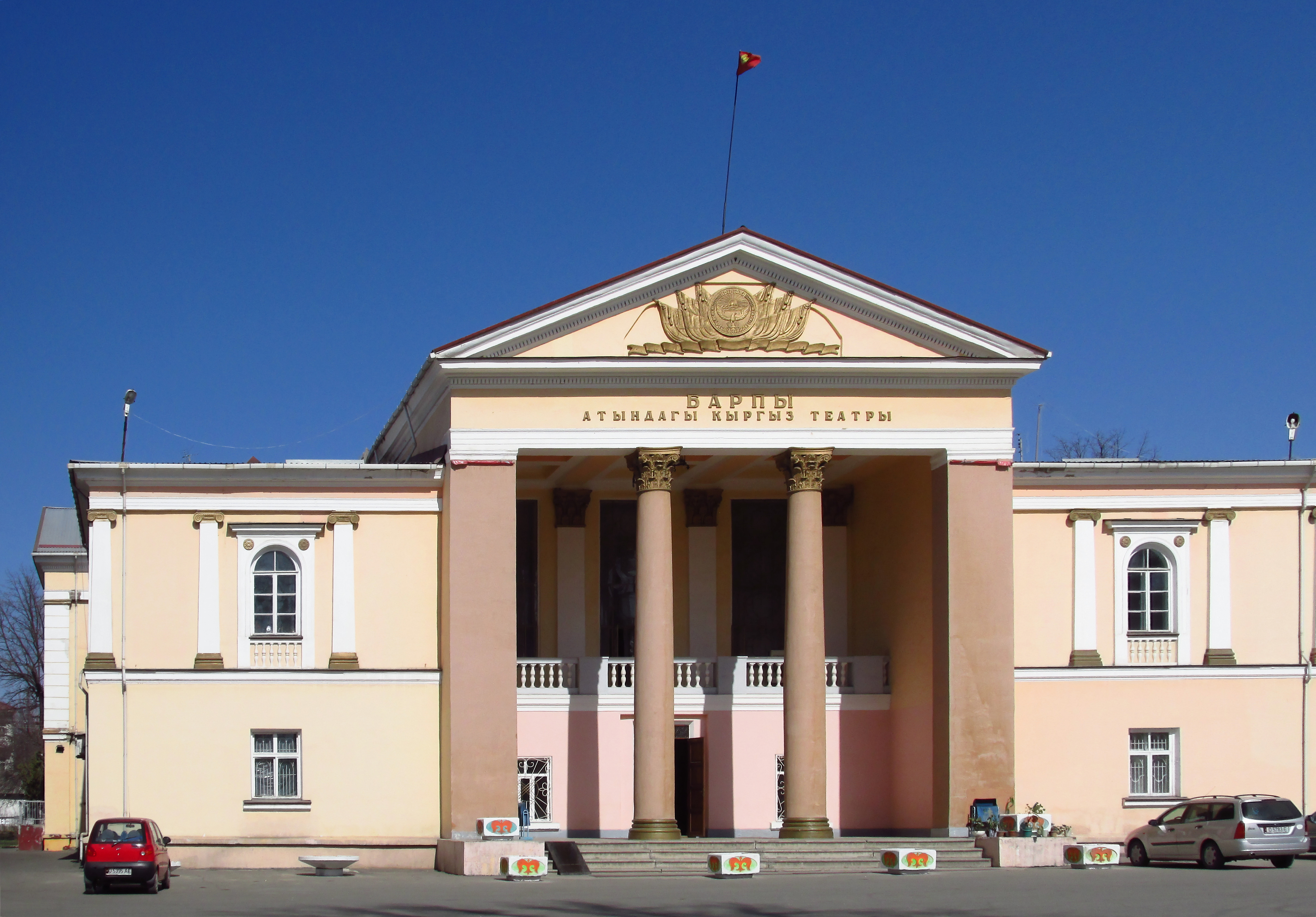
Džalal-Abadské Jalalabadovo divadlo

V Džalal-Abadu je klima chladné a mírné. V zimě je zde více deštivo než v létě. Průměrná teplota (za rok) v Džalal-Abadu činí 12,3 °C. Průměr srážek je zde 416 mm.

## Turismus
Oblast Džalal-Abadu je známá svými vlašskými ořechy a scenérií (vzhledem krajiny). Nejvýznamnějšími místy jsou vodopády Arslanbob, přírodní rezervace Sary-Chelek a jezero. Ve městě jsou nejznámějšími místy náměstí, kulturní park, který obsahuje sochy a Jalalabadovo divadlo.

## Partnerská města
- Izmir, Turecko